# Corpo senza organi
(Gilles Deleuze-Félix Guattari, Mille piani, vol.2)
Il corpo senza organi (il cui acronimo è CsO) è un concetto filosofico particolarmente ricorrente nel pensiero filosofico di Gilles Deleuze e nelle opere da questi scritte in collaborazione con Félix Guattari, in particolare ne L'antiedipo e in Millepiani.
La nozione di "corpo senza organi", formulata da Deleuze per la prima volta in Logica del senso, opera del 1969, ha in realtà la sua prima espressione in una performance radiofonica di Antonin Artaud, intitolata "Per farla finita con il giudizio di Dio" (1947)

## Definizione
Il concetto di corpo senza organi (d'ora in poi CsO) è centrale nella filosofia di Deleuze. Tuttavia è stato da questi impiegato in modalità diverse nel corso delle varie opere, fino al punto da rendere difficile darne una definizione univoca.
Il CsO è contrapposto al corpo reale comunemente inteso, visto quest'ultimo come organismo che si sovrappone al desiderio spesso arrestando la sua capacità produttiva, creativa e generativa in nome di forme organizzate che con il tempo si sono stratificate e assodate. Al contrario il CsO andrebbe interpretato più come un ambiente dinamico e informale, un campo di forze in cui si contrappongono tensioni differenti che determinano il desiderio. Il CsO è, in altre parole, un corpo senza organizzazione e grazie a ciò assolutamente libero e fluttuante. In questo senso il corpo va inteso senza organi in quanto non organizzato e non organico ovvero non funzionale ad uno scopo preciso. Il CsO costituisce in un certo senso l'inconscio, il rimosso del corpo e la sua sempre virtuale potenzialità; esso è cioè il desiderio stesso in quanto riserva di produttività sempre pronta a generare nuove connessioni, rivoluzionando l'esistente in nome di un corpo ancora da fare e sempre a venire. In questa stessa direzione sembra andare l'impostazione che nel libro Marx diversoperverso dà il filosofo Luciano Parinetto, per il quale Deleuze e Guattari, con l'espressione Corpo Senza Organi, intenderebbero anche affrancare il desiderio (sessuale ma non solo) dall'idea che alcuni organi siano meglio deputati, rispetto ad altri, a veicolare certi desideri (nel caso del sesso gli organi sessuali, la bocca, l'ano, ecc.). Il desiderio, in quanto riserva illimitata e libera di potenziale, può virtualmente trovare veicolo di espressione in qualsiasi parte del corpo, anche in quelle non usualmente considerate "cariche" di connotati sessuali. Si chiarisce così come mai questo concetto, apparentemente strettamente legato alle vicende del corpo fisico e della sessualità individuale (si pensi in particolare a come Deleuze si sofferma a lungo sull'interpretazione del masochismo come istanza legata al desiderio e in particolare alla generazione di un corpo senza organi), nella filosofia di Deleuze e Guattari abbia anche  una immediata estensione al campo sociale e quindi politico (si pensi ad esempio all'immagine del Leviatano di Hobbes che raffigura lo Stato come un corpo gigantesco formato da singoli individui).